# カトリック浦上教会
カトリック浦上教会（カトリックうらかみきょうかい）は、長崎県長崎市にあるキリスト教（カトリック）の教会およびその聖堂である。聖堂は、旧称の浦上天主堂（うらかみてんしゅどう、Urakami Cathedral）の名で一般的に知られており、長崎市の観光名所のひとつにもなっている。教会の保護者は無原罪の聖母。
1945年（昭和20年）8月9日、長崎への原爆投下によって全壊した。1946年（昭和21年）12月、敷地内に仮設会堂が完成、引き続き信仰が営まれていた。被爆直後から、再建か、原爆遺構の保存かで、意見の相違があったが、1950年代後半、浦上天主堂の再建計画が実施され（この際に遺構も撤去された）、1959年（昭和34年）11月に復元が完了した。1962年（昭和37年）以降、カトリック長崎大司教区の司教座聖堂となっており、所属信徒数は約7千人で、建物・信徒数とも日本最大規模のカトリック教会である。

## 建築概要
浦上地区の小高い丘に、ほぼ西向きで建てられた教会堂である。外観はロマネスク様式で創建当初はレンガ造り、再建後はコンクリート造りでレンガタイル張りとなっている。鐘楼は聖堂の正面左右に双塔を備える。ファサードは創建当初多数の窓を備えており、戦後の再建直後も概ね同じ構造だったが、1980年に実施されたレンガタイル張りへの改修時に大幅に簡略化されている。また、双塔のドームも再建後を創建当初と比較すると5m程度低くなっているなど細部には相違点が見られる。
内部は当初袖廊を持ち、三廊式でリブ・ヴォールト天井を備えていたが、再建後の現在は単廊式で天井はリブ・ヴォールトに似せたものとなっている。現在の聖堂内の十字架の道行きは上五島出身でカトリック関係の作品を多く手がけた芸術家の中田秀和によって描かれた壁画となっている。

## 歴史

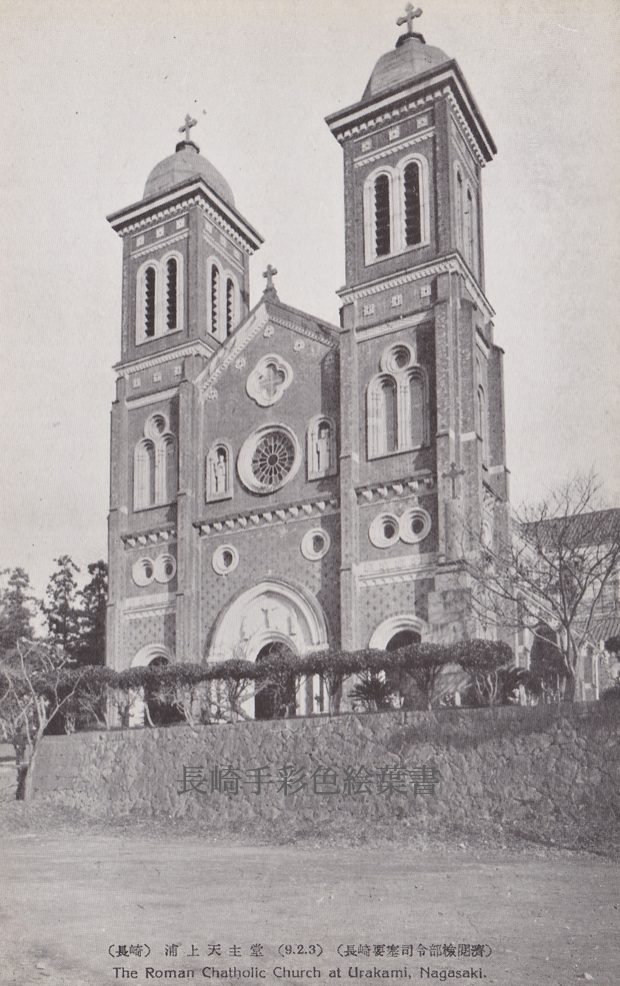
原爆投下前の浦上天主堂

浦上は長崎の北に位置する農村であり、キリスト教の日本伝来以来カトリック信者の多い土地であった。そのため江戸時代における異教禁制による隠れキリシタンの摘発も数回なされた土地であった（浦上崩れ）。
鎖国解消に伴う長崎開港で、欧米人が長崎港の南の東山手・南山手に居住区を作り、その一角に1865年（元治2年）に大浦天主堂が建てられた。それを知った浦上の住民は大浦に赴任した司祭のベルナール・プティジャン神父に密会して信仰を告白し、それがきっかけとなって社会へのカトリック信仰の顕在化が行われた。しかし明治政府も当初は江戸幕府と同様にキリスト教禁制を維持し、欧米政府からの反対を押し切って弾圧に踏み切り（浦上四番崩れ）、浦上の住民は各地に配流された。禁制解消後、半分近くまで減った信者が浦上の地へ戻り、1879年（明治12年）に小聖堂を築いたのが浦上教会の発端であった。その後、大浦天主堂から専任の神父が来て、翌年の1880年（明治13年）に浦上村の庄屋の跡地を買い取り、現在の地に移転した。
- 1879年（明治12年） - 浦上に小聖堂を建設。
- 1880年（明治13年） - 旧浦上村庄屋、高谷邸屋敷跡地に仮会堂を建設。
- 1895年（明治28年） 2月 - 大聖堂起工式を挙行、建設を開始。フランス人宣教師ピエール・テオドール・フレノー（フランス語版）が設計計画を進める。
  - これは、大浦天主堂にも負けない東洋一の聖堂を目指して建設されたもので、完成までに19年の年月を要した[注 6]。
- 1911年（明治44年） - フレノー師が亡くなり、ラゲ師が代わって工事を進める。
- 1914年（大正3年） 3月17日 - 浦上天主堂が完成し、献堂式を挙行。煉瓦造瓦葺357坪。
  - この日は、大浦天主堂での信仰告白からちょうど49年後にあたる「信徒発見の日」であった。
- 1925年（大正14年） 5月 - 正面の高塔ドームまでの工事が完成。請負は鉄川与助によるもの。
- 1945年（昭和20年）
  - 8月9日 - 長崎市に対し[27]、連合軍のB-29が原子爆弾を投下[28]。原子爆弾「ファットマン」が松山町上空で炸裂[29]、市街地は壊滅的被害を受ける[30]。爆心地[注 7]から約500メートル離れていた浦上天主堂は全壊した[32][19]。一部の外壁以外、原形を留めぬまでに破壊された[33][34]。投下当時、8月15日の聖母被昇天の祝日を間近に控えて、ゆるしの秘跡（告解）が行われていたため多数の信徒が天主堂に来ていたが、原爆による熱線や、崩れてきた瓦礫の下敷きとなり、主任司祭・ラファエル西田三郎、助任司祭・シモン玉屋房吉を始めとする、天主堂にいた信徒の全員が死亡。原爆により、推定3,200名の信徒が死亡した[35]。
    - 後に浦上を訪れた俳人、水原秋桜子は、被爆した天主堂の惨状を見て『麦秋の 中なるが悲し 聖廃墟』と詠んでいる。

  - 11月 - 被爆直後より生存した信徒が日曜日の礼拝を実施、大浦天主堂より神父を派遣[15]。
  - 11月23日 - 浦上のカトリック信徒約300名が、空虚と化した浦上天主堂わきの広場で、浦上信徒の原爆犠牲者合同慰霊祭を挙行。（原爆犠牲者慰霊の始まり）
- 1946年（昭和21年）
  - 5月 - 被爆した天主堂より瓦礫を撤去して整備をおこない、仮設の教会をもうけた[36]。一部外壁の廃墟などは原爆資料保存委員会等の要請で被爆当時のまま仮保存。
  - 12月15日 - 新天主堂（171坪、木造平屋建、2,000名収容）落成、杉山宗次郎長崎県知事も参列して感謝ミサを開催[14]。
- 1949年（昭和24年）
  - 5月27日 - 昭和天皇が長崎市を訪問（昭和天皇の戦後巡幸）[37]。
  - 5月29日 - 浦上天主堂でフランシスコ・ザビエル来日四百年の記念ミサを実施[12][38]、ローマ法王ピウス12世より派遣されたノーマン・ギルロイ枢機卿が長崎を訪問した[39]。
- 1951年（昭和26年）5月4日 - 5月1日に死去した永井隆博士の追悼ミサを浦上天主堂で実施[40]、14日に長崎市公葬を執行[13]。
- 1958年（昭和33年）
  - 1月25日 - 資金調達の目途がついたので、仮設会堂と原爆遺構を撤去し、天主堂を再建すると報道される[注 8]
  - 2月18日 - 長崎市議会臨時会、岩口夏夫ら15議員提出の元浦上天主堂の原爆資料保存に関する決議案を可決。
    - 決議の内容 - 「元浦上天主堂は、今次大戦による原爆資料として貴重なることは周知の事実であるが、これが存置について長崎市議会は重大な関心を持つものである。よって残虚保存対策について更に努力を重ね善処されんことを要望する。」

  - 2月26日 - 市議会の議決に基づき、長崎市長・田川務がカトリック長崎司教・山口愛次郎と会見し、原爆により空虚と化した浦上天主堂の遺跡を現地に保存するよう要請。
  - 3月14日 - 浦上天主堂再建のため、廃墟の取り壊しが始まる。（原爆遺構の撤去に至った背景については後述）
  - 3月17日 - 長崎市議会全員協議会、対策を協議し、廃墟全てを移築することは技術的・資金面から困難なため、一部を移築することに決定。移築場所・移築費用に関しては理事者に一任することとし、浦上天主堂原爆廃墟保存委員会の解散を決定。
  - 7月11日 - 浦上天主堂の廃墟の一部を平和公園内に移設し、被爆遺構として保存。高さ13m、幅3mの側壁が復元。
- 1959年（昭和34年） 11月1日 - 再建された浦上教会が、元の場所に旧天主堂の外観を模して完成[17]。

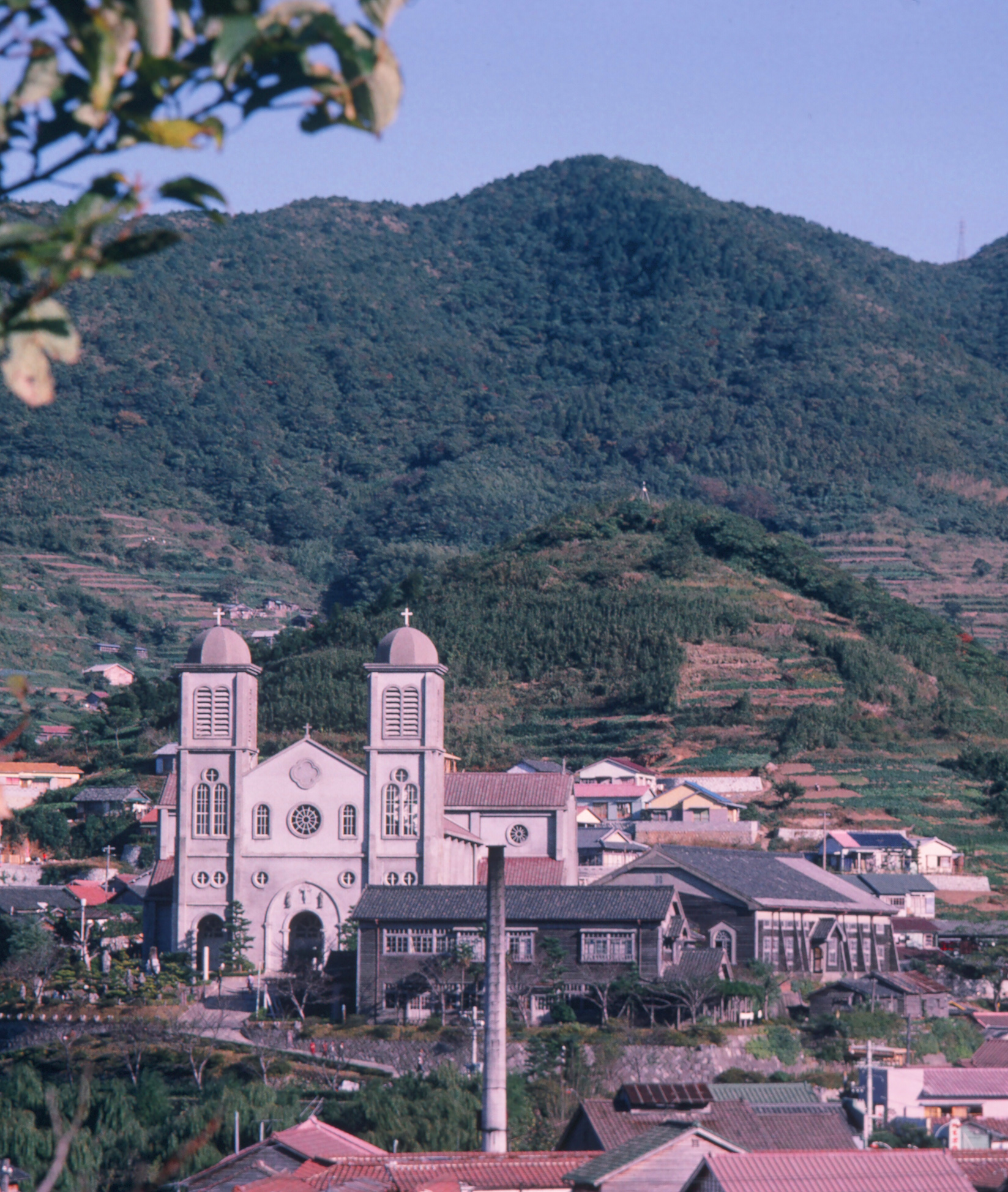
再建後の浦上教会
（1964年撮影）

- 1962年（昭和37年） 1月1日 - 長崎大司教区の司教座聖堂に指定（それまでの司教座聖堂は大浦教会（大浦天主堂）であった）。
- 1971年（昭和46年） 6月24日 - 原爆で破壊され、浦上天主堂の敷地にうずもれていた鐘楼ドームの保存工事が完成。除幕式を挙行。
- 1980年（昭和55年） 
  - 4月 - 改修工事に着工。
  - 10月4日 - 改修工事が完了し、ミサが行われる。戦前の赤レンガ造りの外観がよみがえる。
  - 11月3日 - 改修竣工記念式典を挙行。
- 1981年（昭和56年） 
  - 2月25日 - 23日から訪日中のローマ教皇ヨハネ・パウロ2世が、長崎市を訪問する[41]。その際に当教会を訪れてミサを捧げ、司祭叙階を行った[42]。翌年には教皇の胸像が入口右手に設置された。
- 2015年（平成27年）5月 - ニューヨークで浦上天主堂を題材にした現代能『長崎の聖母』を公演[43]。
- 2019年（令和元年）ローマ教皇フランシスコが長崎を訪問[44]、平和公園にて核廃絶を訴えた。浦上天主堂には訪れなかったものの、2025年に死去した際には追悼式典が開かれた[45]。
- 2025年（令和7年）
  - 7月17日 - 被爆した際に失われた小鐘がアメリカの大学教授らにより寄贈され、祝福式と設置作業が行われた[46]（後述）。
  - 8月9日 - 被爆から80年を迎えたこの日、浦上天主堂で追悼のミサが開かれ、原爆投下時刻の11時2分に双塔の鐘が鳴らされた[47][48][注 9]。

### 原爆遺構の保存問題
原子爆弾の炸裂により、浦上地区は壊滅した。浦上天主堂の正面外壁は損傷を受けながらも残ったが、教会そのものは破壊された。天主堂遺構の再建と保存については、被爆直後から方向性の違いがあった。被爆直後の1945年10月に長崎医科大名誉教授で長崎市議会議員でもあった國友鼎が、市議会にて「（略）人類の責務において我等はこの被害のあとを詳細に記録せねばならぬのだ…」と、浦上天主堂をふくめ長崎市をポンペイのように保存すべきだと訴えた。1949年（昭和24年）4月には「長崎市原爆保存委員会」が発足している。
原爆の炸裂から生き残った信徒達の希望は、浦上の地における天主堂（聖堂）の再建であった。1946年（昭和21年）12月、仮設の礼拝堂が完成した。1949年（昭和24年）5月下旬には、仮設会堂と広場で聖ザビエル来日四百年記念ミサ（ザビエルの右腕を公開）を開催し約15,000名が参列するなど、浦上天主堂は信仰の場所であり続けた。
1955年（昭和30年）5月、前年に発生した第五福竜丸事件の影響により日本各地で原水爆禁止運動が盛んになると共に反米感情が高まる中、カトリック長崎司教山口愛次郎は天主堂再建の資金援助を求めて渡米したが、米国側から資金援助の条件として天主堂遺構の撤去を求められたという。ちょうど同じ頃、長崎市は米国ミネソタ州セントポール市との間で日米間の都市としては初めてとなる姉妹都市提携を締結。当時長崎市長で天主堂遺構の保存に前向きであった田川務は、締結の翌年1956年（昭和31年）に米国を訪問したが、帰国後は保存に否定的な立場となるなど態度を一変させている。1958年（昭和33年）の市議会では「原爆の必要性の可否について国際世論は二分されており、天主堂の廃墟が平和を守る唯一不可欠のものとは思えない。多額の市費を投じてまで残すつもりはない」と答弁し、議会決定に反して撤去を決定した。

浦上小教区の信徒で編成された「浦上天主堂再建委員会」は、信徒からの浄財及び寄付金による現地での再建計画を明らかにする。1958年（昭和33年）1月には、その計画が報道された。これに対し原爆資料保存委員会は、に「旧天主堂は貴重な被爆資料である故に遺構を保存したいので、再建には代替地を準備する」と提案した。しかし山口愛次郎はこれに対し、「天主堂の立地は、キリスト教迫害時代に信徒たちが踏み絵を強いられた庄屋屋敷跡であり、その土地を明治時代に労苦を重ねて入手したという歴史的な背景があり、保存委員会の意向は重々理解できるが、移転は信仰上到底受け入れることはできない」という意思を決定した（浦上教会公式サイトにも同様の経過が記載されている）。
キリシタン迫害に耐え抜き、悲願として浦上天主堂を建設した原爆被害当事者である浦上教会と、結果的にアメリカへの配慮を優先した田川市長の意向が共に再建を選択したため、旧天主堂の廃墟は撤去されることになった。現在、浦上教会信徒会館2階には、再建時に発掘・収集された被爆物（溶けた聖母像や聖杯・ロザリオなど）を展示する資料室を併設しており、自由に見学することができる。
一部の遺構は保存されたとはいえ、広島県広島市の「原爆ドーム」（旧広島県産業奨励館）のように爆心地付近の惨状をありのままの姿で後世に伝えられる遺物を残せなかったこと、また原爆ドームが史跡やユネスコの世界遺産に登録され、有名な被爆遺構として見学に訪れる観光客が増えていることから、残されていれば原爆ドームと同じく世界文化遺産になった可能性が高い被爆遺構が取り壊されたことを惜しむ声も未だに多い。
なお、2018年6月30日には世界文化遺産として「長崎と天草地方の潜伏キリシタン関連遺産」が登録され、大浦天主堂などが認定されたが、再建された浦上天主堂はこれに含まれていない。

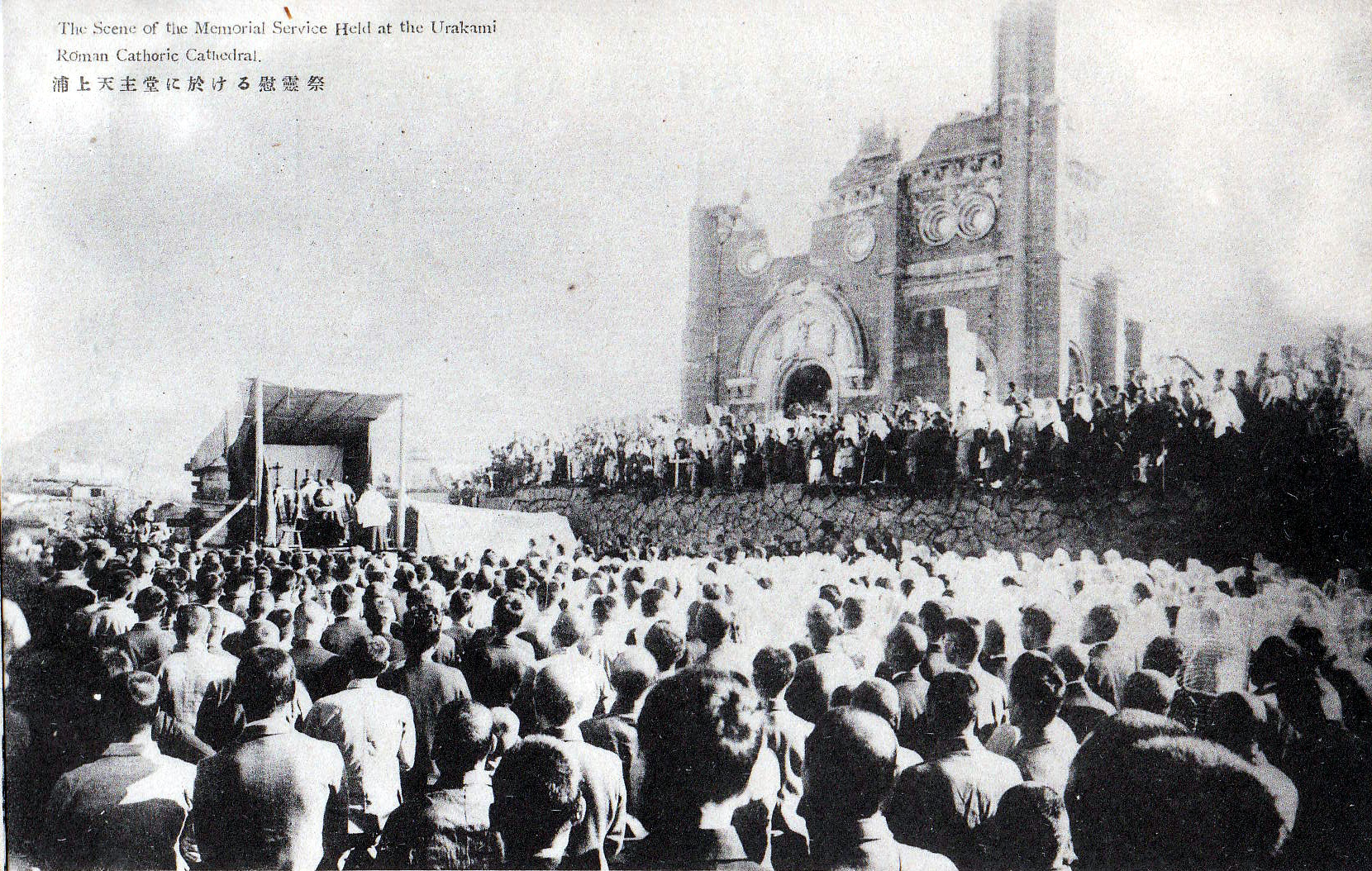
天主堂に於ける慰霊祭（1945年11月23日）
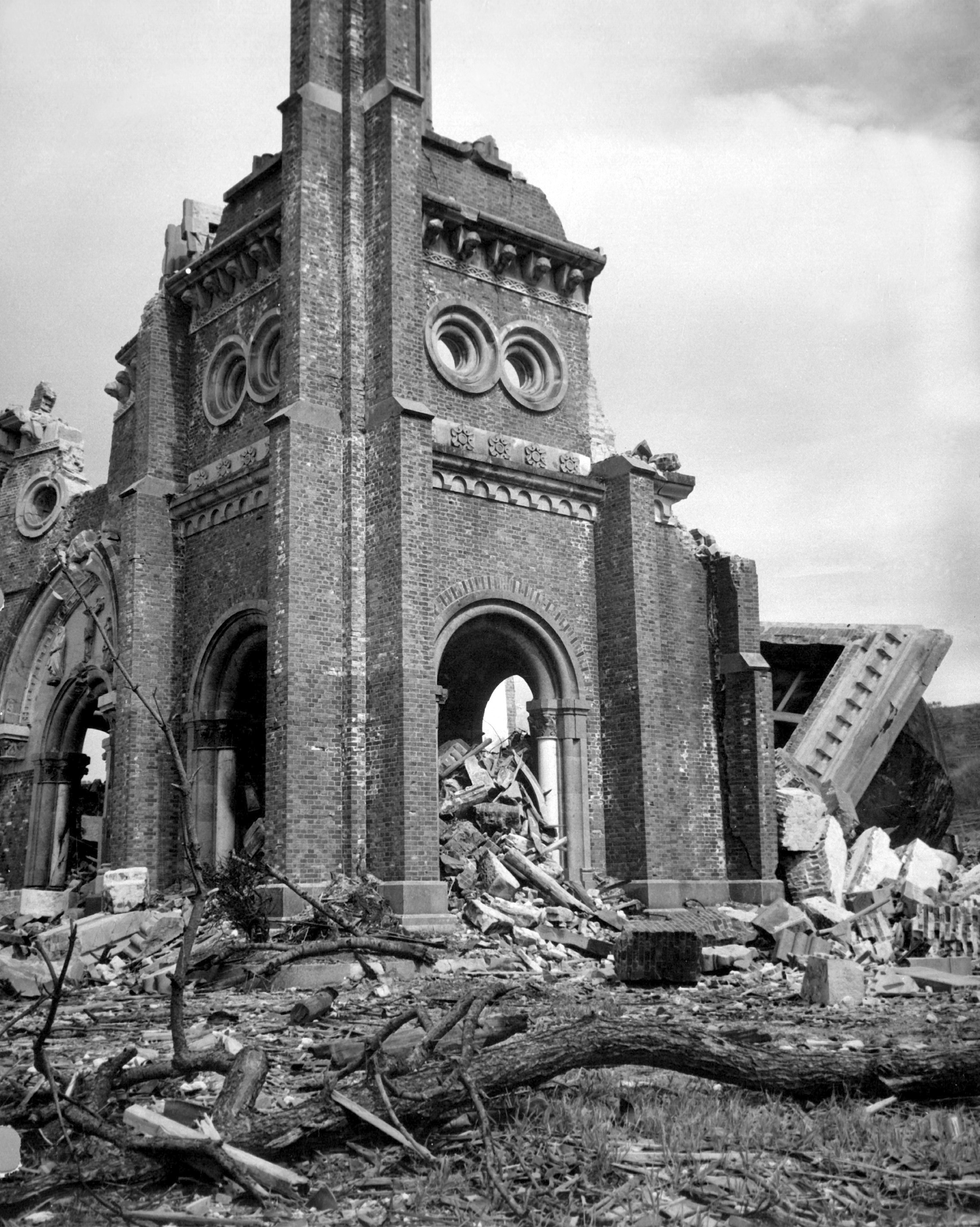
倒壊を免れた外壁（1945年）
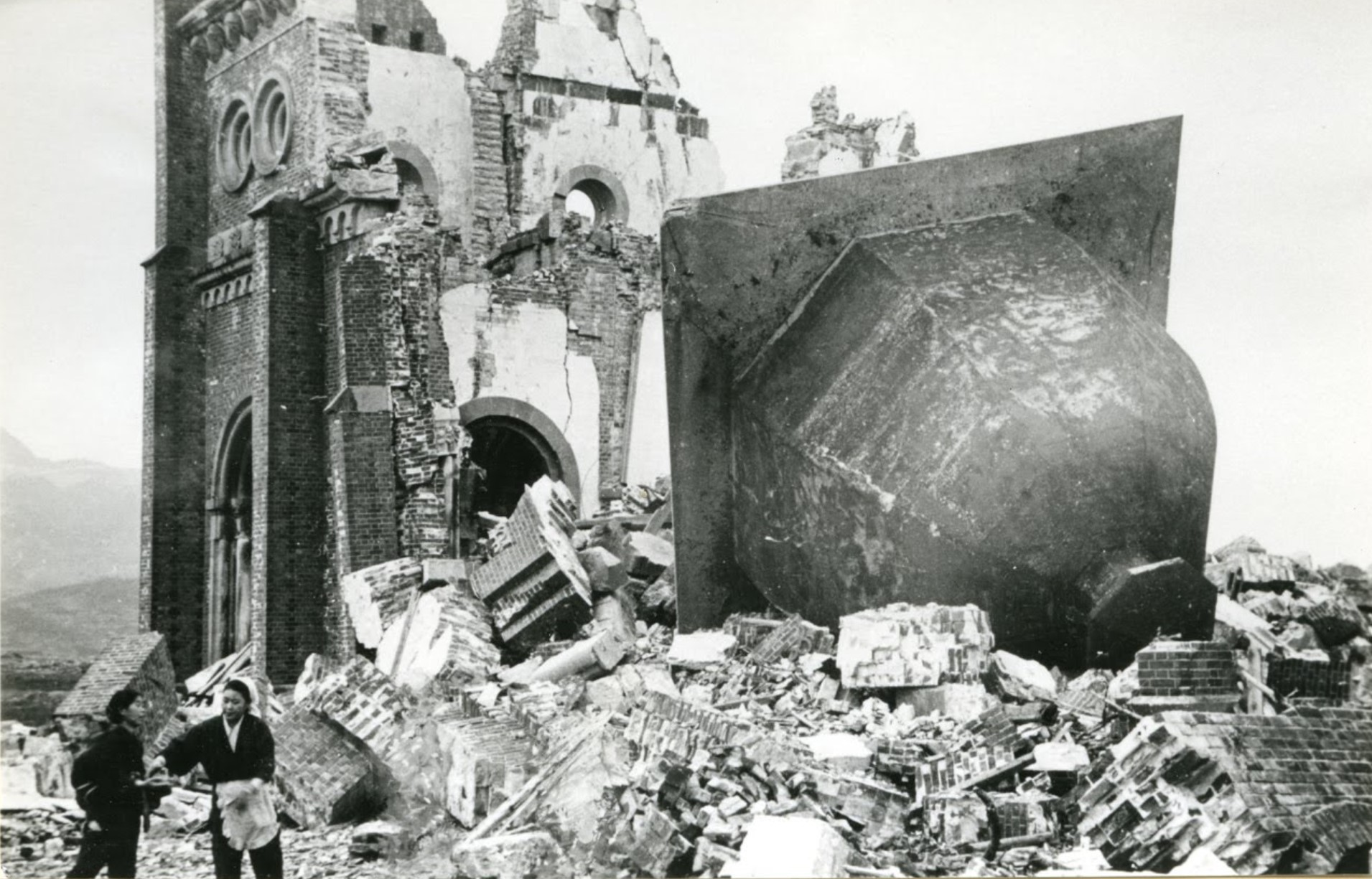
倒壊した天主堂（1946年1月7日）
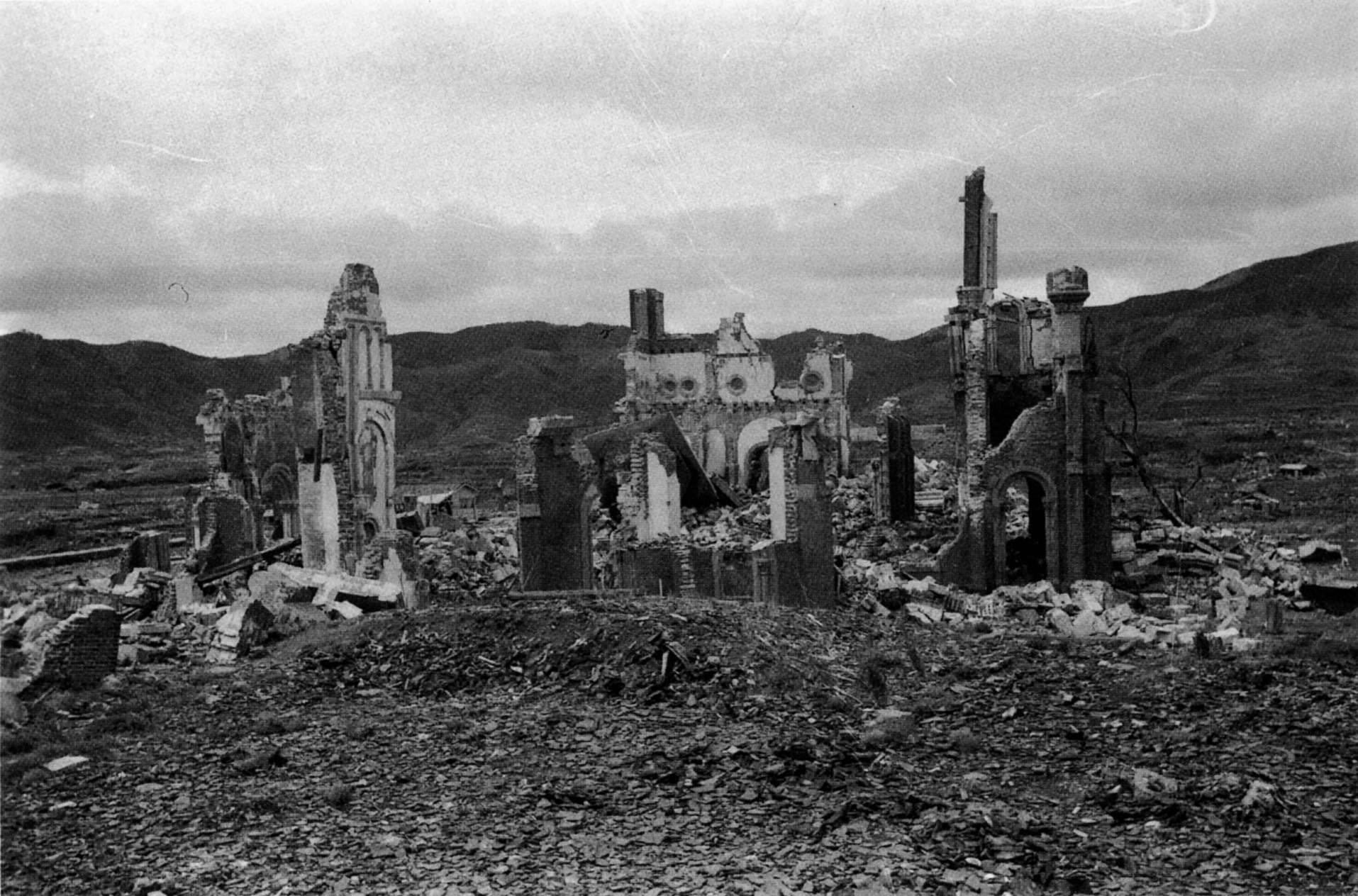
浦上天主堂全景（1946年春、山端庸介撮影）
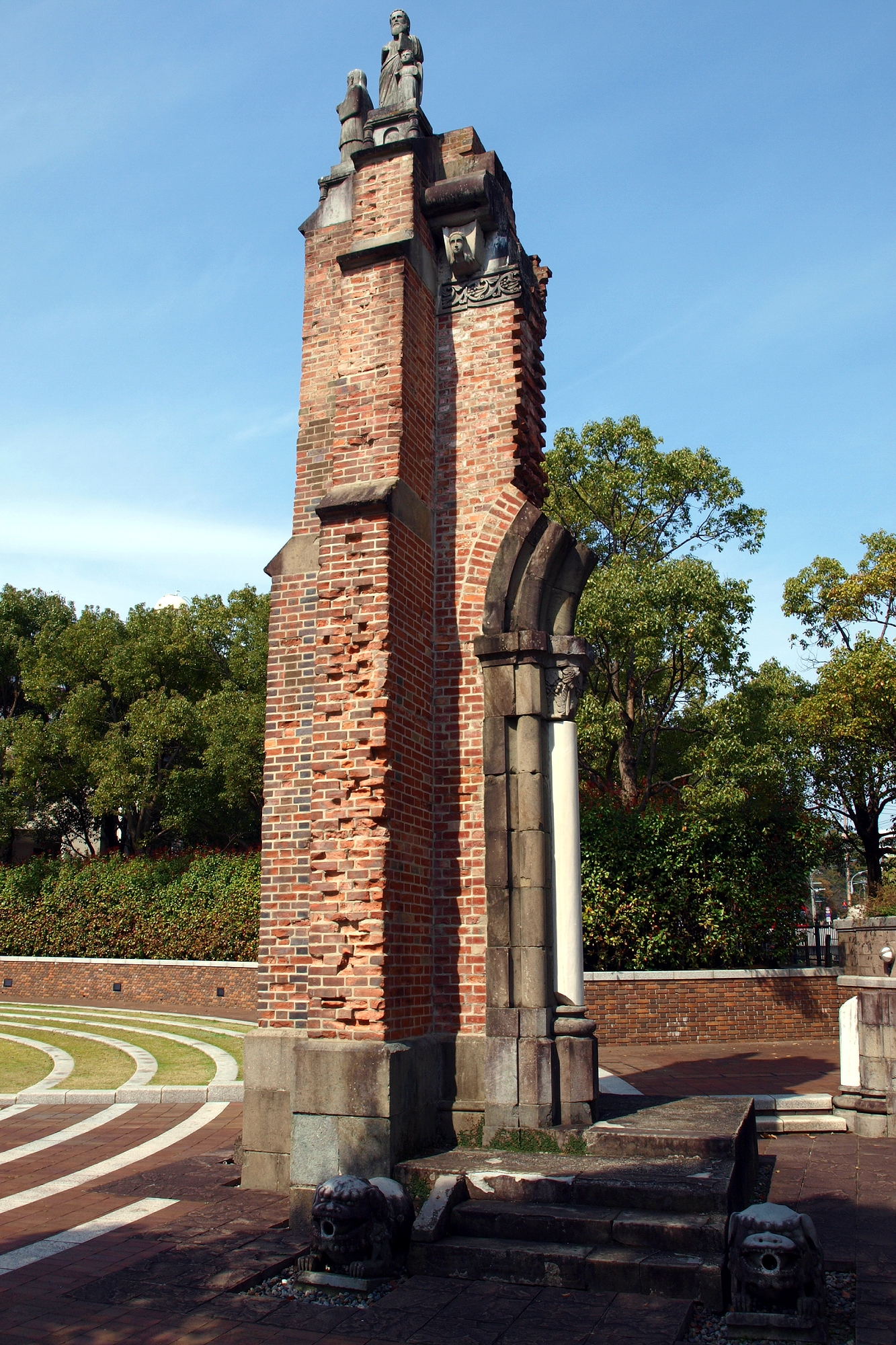
爆心地公園に保存されている遺構

## 残存する原爆遺構

### 被爆マリア像

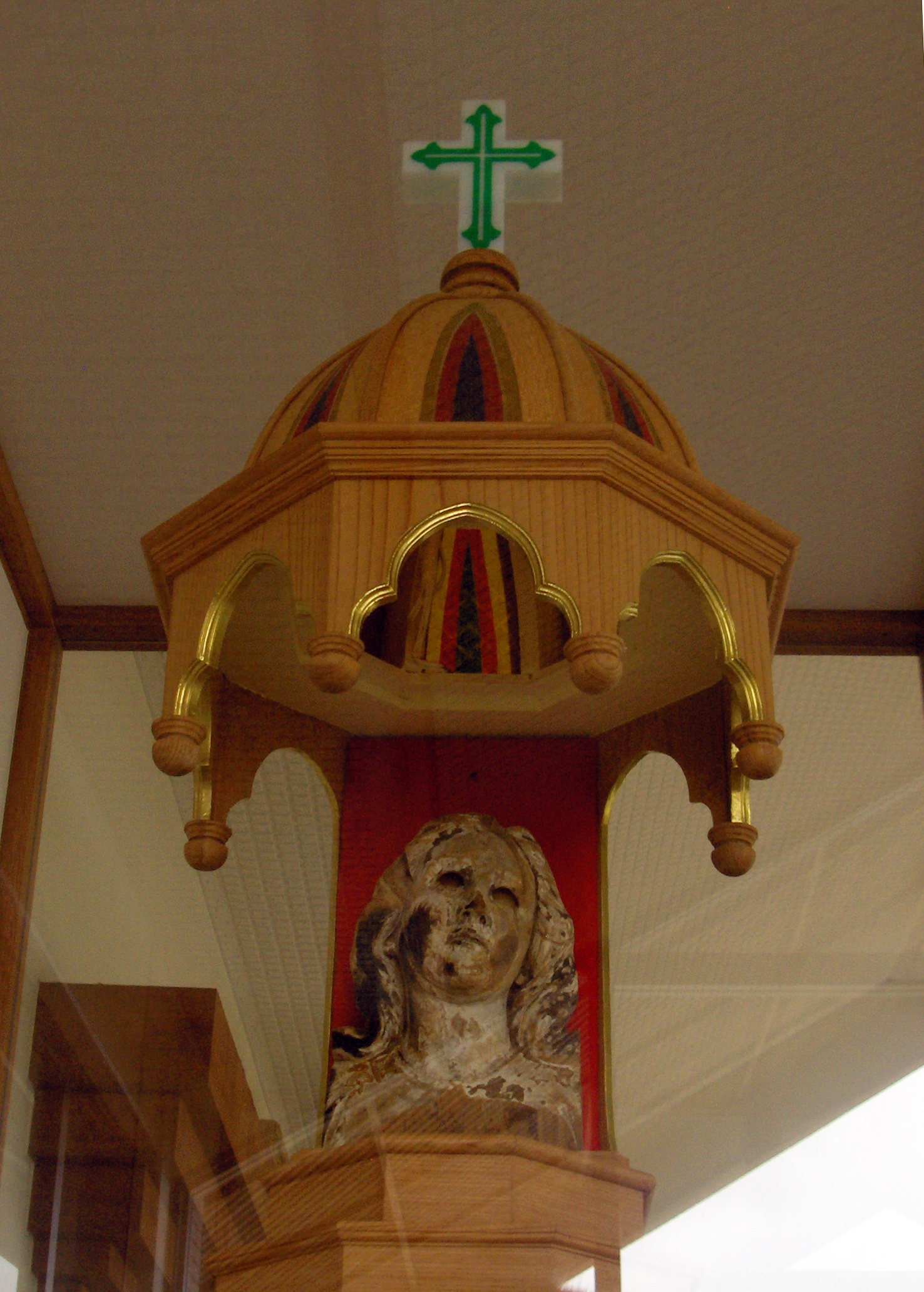
聖堂内に展示されている被爆マリア像（2009年6月）

1929年（昭和4年）、聖堂に取り付けられた祭壇には木製の聖母マリア像が装飾されていた。この像のモデルはムリーリョの『無原罪の御宿り』とされている。
1945年（昭和20年）8月9日の原爆投下により浦上天主堂は倒壊したが、終戦後にマリア像の頭部が浦上出身の野口嘉右衛門神父(厳律シトー会)によって瓦礫の中から発見された。その経緯から被爆マリア像と呼ばれる。その後、トラピスト修道院や純心女子短期大学（現：長崎純心大学）教授・片岡弥吉によって保管されていたが、1990年（平成2年）にマリア像は浦上天主堂に返還された。バチカンには1985年（昭和60年）と2010年（平成22年）に訪れており、2回目の訪問の際にはローマ教皇ベネディクト16世に祝福を受けている。浦上天主堂ではレプリカを展示していたが、旧祭壇を模した小聖堂の完成にともない、2005年（平成17年）8月9日より実際の聖母マリア像を一般公開している。
現在ではこの聖母マリア像を世界遺産に登録するための運動も行われている。

### 天主堂の鐘楼

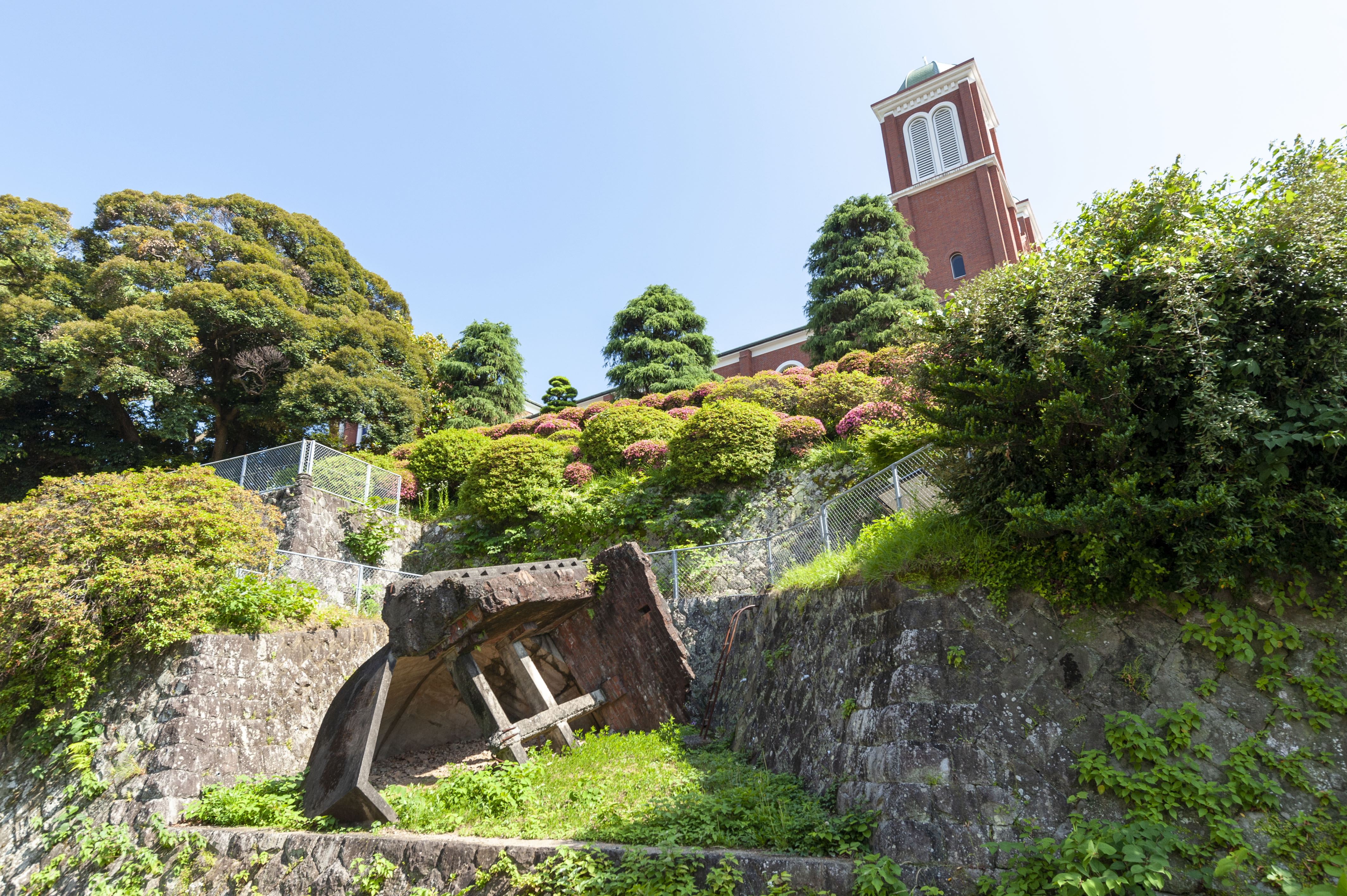
落下した北側の鐘楼

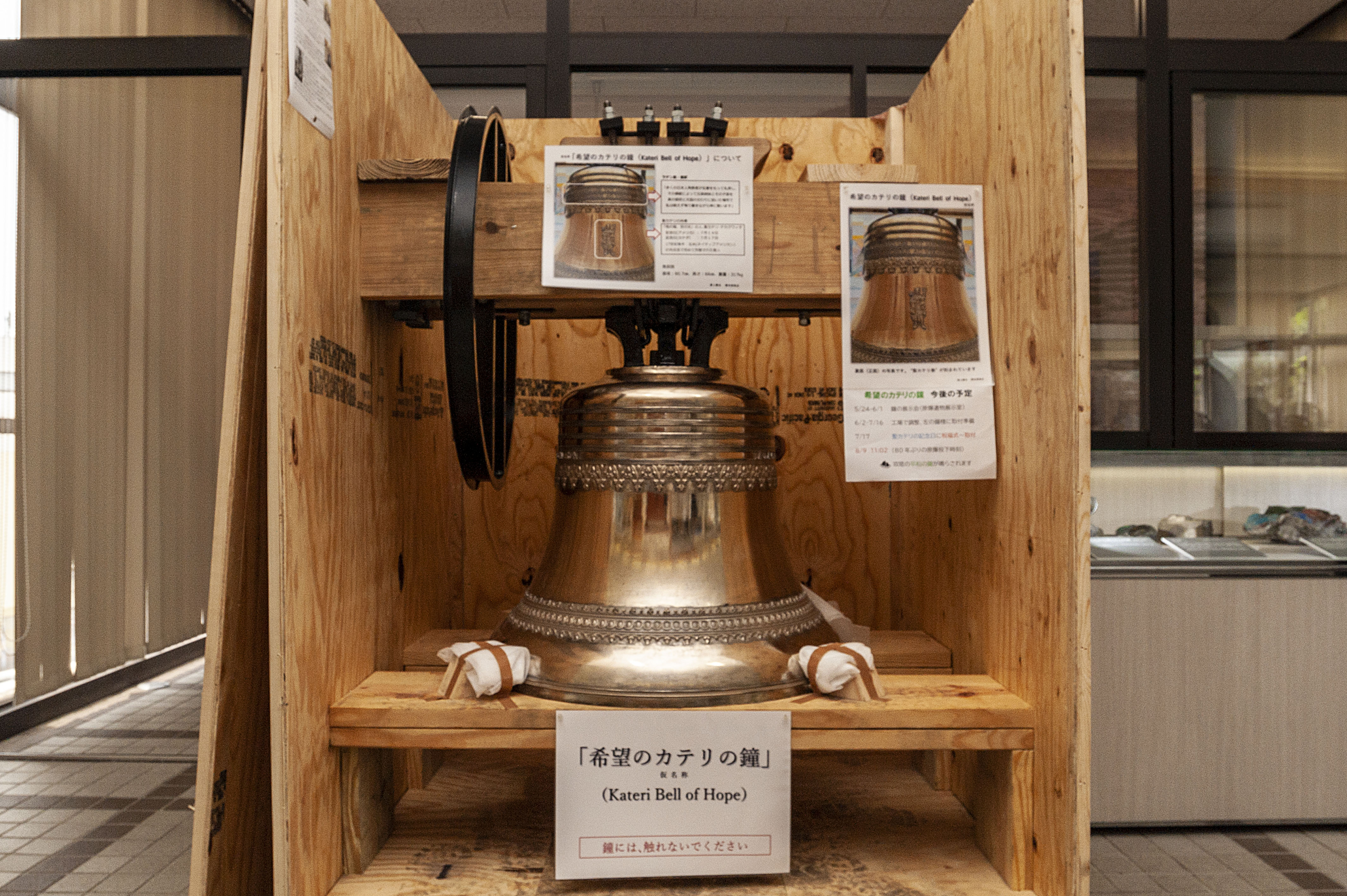
2025年に寄贈された小鐘「希望の聖カテリの鐘」

「アンジェラスの鐘」、「長崎の鐘」とも呼ばれる。旧聖堂の鐘楼は建立から11年ほどが経った1925年（大正14年）に完成したものである。原爆によって旧聖堂が倒壊した際に、吹き飛ばされ北方約30mの地点に落下した北側の鐘楼の一部が現在でも現地で保存されている。被爆当時の落下位置は小川の中であったが、現在は川を整備して流れをずらすことで陸地に保存されている。被爆時のままに保存されている旧天主堂本体唯一の遺構であり、長崎市が定めた「被爆建造物等ランク付け」の最上位であるAランクとして分類されている。
原爆投下時、落下した北側の鐘楼の中にあった小鐘は破壊され失われた。南側の鐘楼に設置され後に瓦礫の中から発見された大鐘はほぼ無傷であり、1945年12月24日のクリスマス・ミサで鳴らされた。以後、永井博士の著作『長崎の鐘』、同随筆を原作として1950年に映画化した『長崎の鐘 The Bells of Nagasaki』および主題歌『長崎の鐘』により、「長崎の鐘」として知られるようになった。現在、長崎原爆犠牲者慰霊平和祈念式典が開催された際、アンジェラスの鐘が鳴らされている。
被爆および再建後は大鐘1つのみ設置され鳴らされていたが、2025年（令和7年）5月に復元された小鐘がアメリカのカトリックの信者らによって寄贈され、7月17日に行われた祝福式にて設置され、小鐘は「希望の聖カテリの鐘」と命名された。その後、被爆から80年となる8月9日11時2分に鳴らされ、80年ぶりに長崎に双塔の鐘の音が響き渡った。

### 被爆十字架
日本の降伏後、長崎に進駐したアメリカ軍の兵士が浦上天主堂の廃墟から発見、譲り受けてアメリカ合衆国に持ち帰り、オハイオ州ウィルミントン大学平和資料センター (Peace Resource Center) で保存されていた。2019年（令和元年）8月に同資料センターから浦上教会に返還された。2022年（令和4年）9月には浦上教会側から被爆十字架のレプリカを寄贈した。

### 聖アグネス像

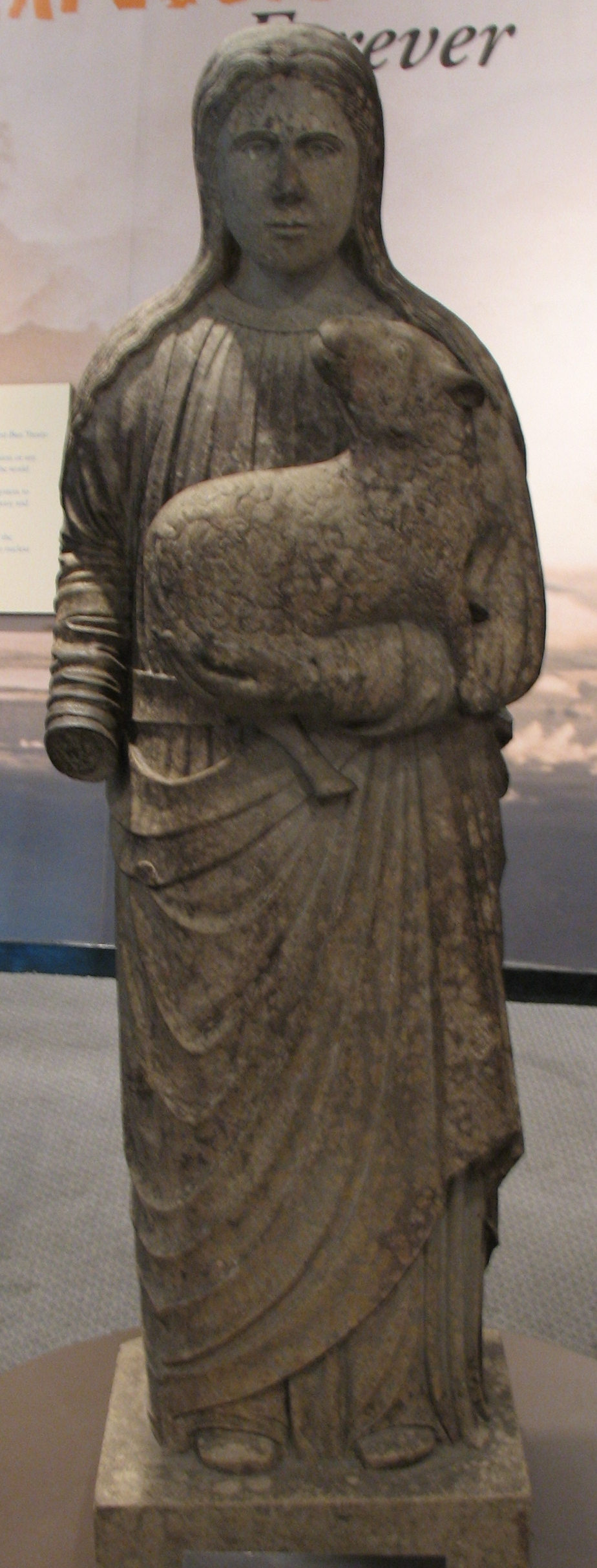
被爆聖アグネス像

原子爆弾の炸裂で浦上天主堂は全壊したが、聖像の一部は被爆後の影響を受けつつ姿をとどめた。聖アグネスの彫像もその一つだったが、被爆当初は存在していた右手は混乱期に失われてしまった。1982年（昭和57年）6月にアメリカ合衆国の国際連合本部ビルで開催された「核の脅威展」に、長崎市から貸し出された。そのまま国際連合本部にあり、2024年時点でも一般公開されている。
長崎原爆資料館には、浦上天主堂の壁の一部が再現された。同資料館には、被爆した聖アグネス像のレプリカが展示されている。被爆直後には右手と剣の柄があったことが判明し、2004年（平成16年）4月に復元作業がおこなわれた。

### 馬利亜十五玄義図
日本画の材料を用いながら西洋画の技法でイエス・キリストや聖母マリアの生涯が描かれた初期洋風画で、縦64センチ、横54センチの絵画作品。1945年に原爆で焼失したが、2011年ガラス乾板の一部が発見された。

## 拷問石と寒ざらしのツル
境内の一角には、浦上四番崩れの際に山口県萩市に配流された信徒らが正座させられて棄教を迫られた「拷問石」が置かれている。花崗岩の庭の飛び石で、十字架が刻まれている。拷問石の上には太めの茎で編んだ葦簀（よしず）が敷かれ、その上に信徒が座らせられて拷問、説諭を受けた。
その中でも苛烈を極めたのが22歳の女性、岩永ツルへの拷問であった。彼女は腰巻き1枚の裸にされ、冬の寒い風の吹く中、震えながら石の上に正座させられた。夜になると裸のまま牢に帰され、昼にはまた石の上に正座させられた。一週間目には身体が埋もれるほどの大雪となったが雪の中に晒され続け、18日目には雪の中に倒れた。それでも棄教しなかったため、役人は改宗を諦めた。彼女は、1873年（明治6年）に浦上に帰った後、1925年（大正14年）12月に浦上の十字会（現：お告げのマリア修道会）で亡くなるまで、生涯を伝道に捧げた。
拷問石は牢番長だった寺本源七が供養のため自宅に持ち帰り、その子孫が保管していたが、1990年にカトリック萩教会に譲渡された。その後、「旅」（浦上四番崩れによる配流）を物語る遺品として譲渡を打診した当教会に寄贈され、2008年11月23日に石と案内板の除幕式が行われた。除幕式では、翌日のペトロ岐部と187殉教者の列福式に出席するために長崎を訪れていたローマ教皇代理で前列聖省長官のジョゼ・サライバ・マルティンス枢機卿によって石が祝福された。

## ギャラリー

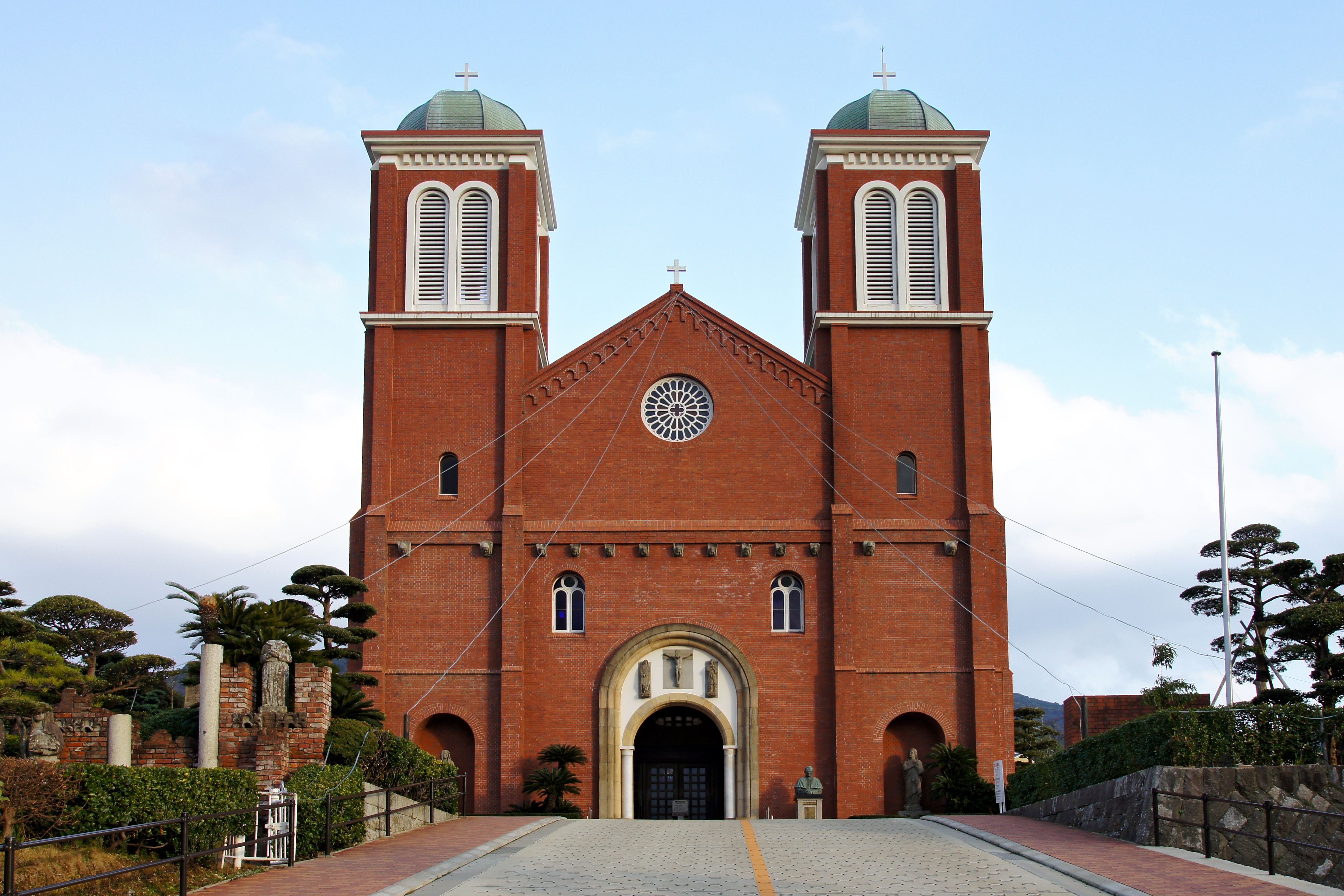
正面より見た浦上教会
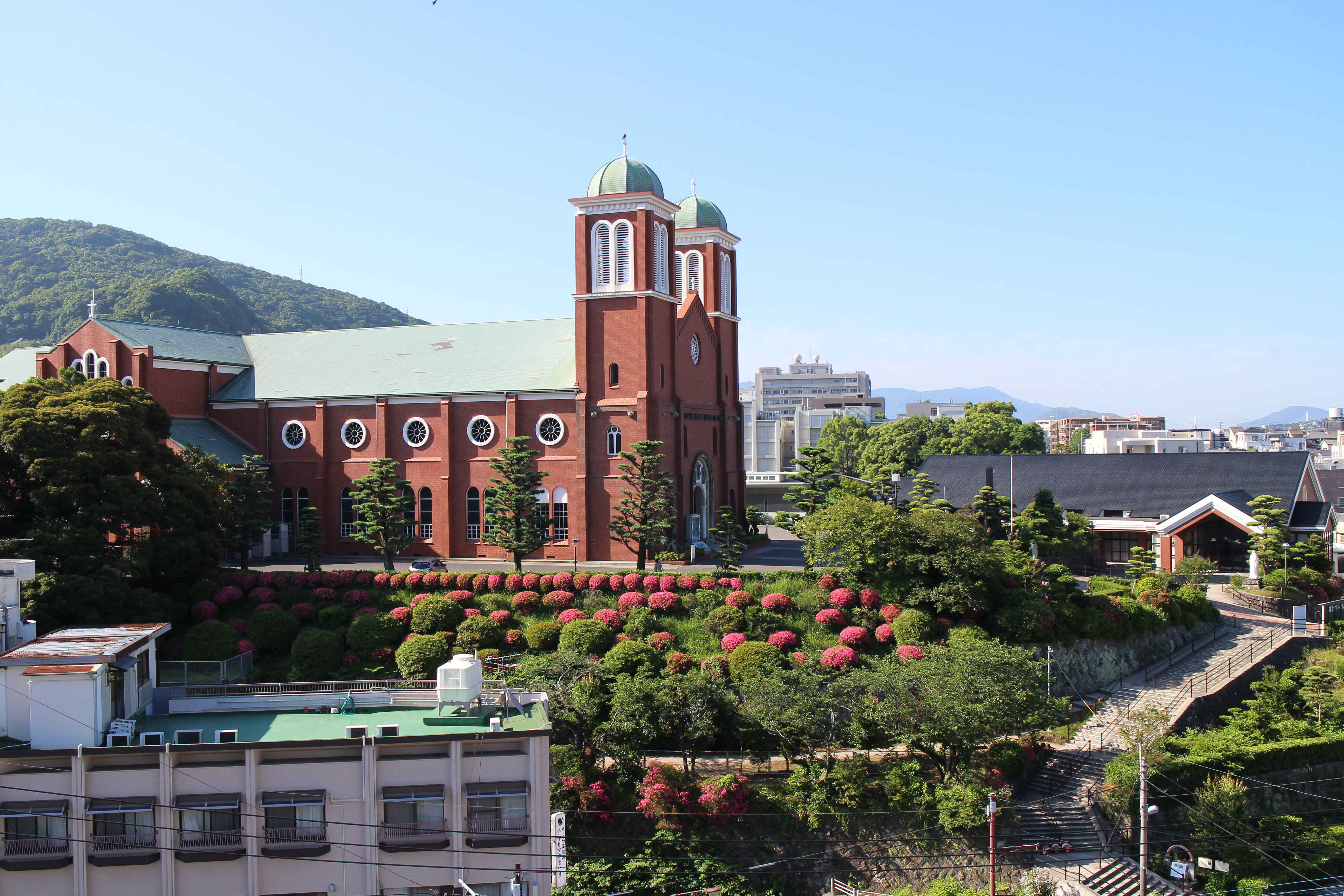
カトリックセンターから眺めた浦上教会
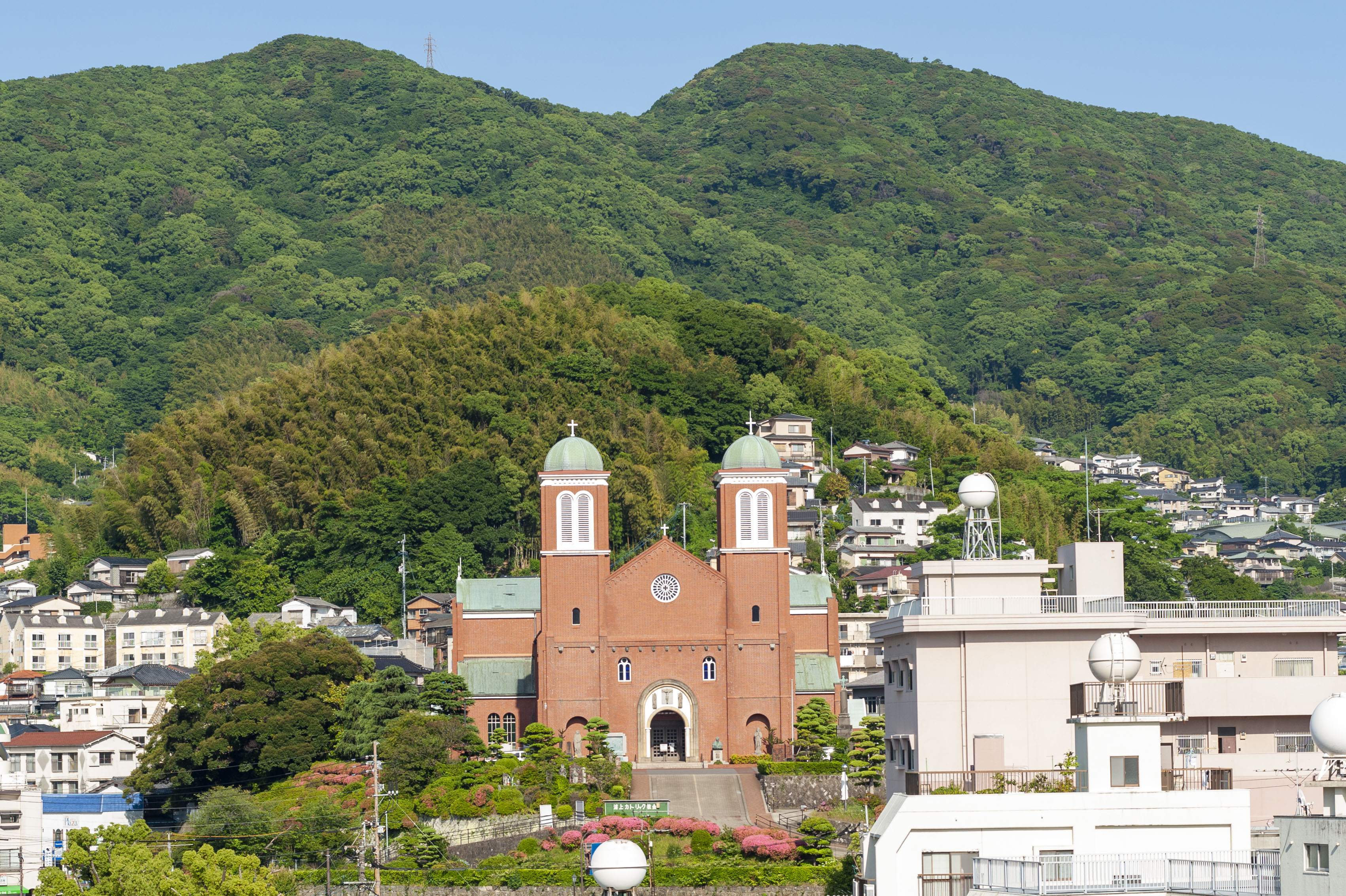
平和公園から眺めた浦上教会
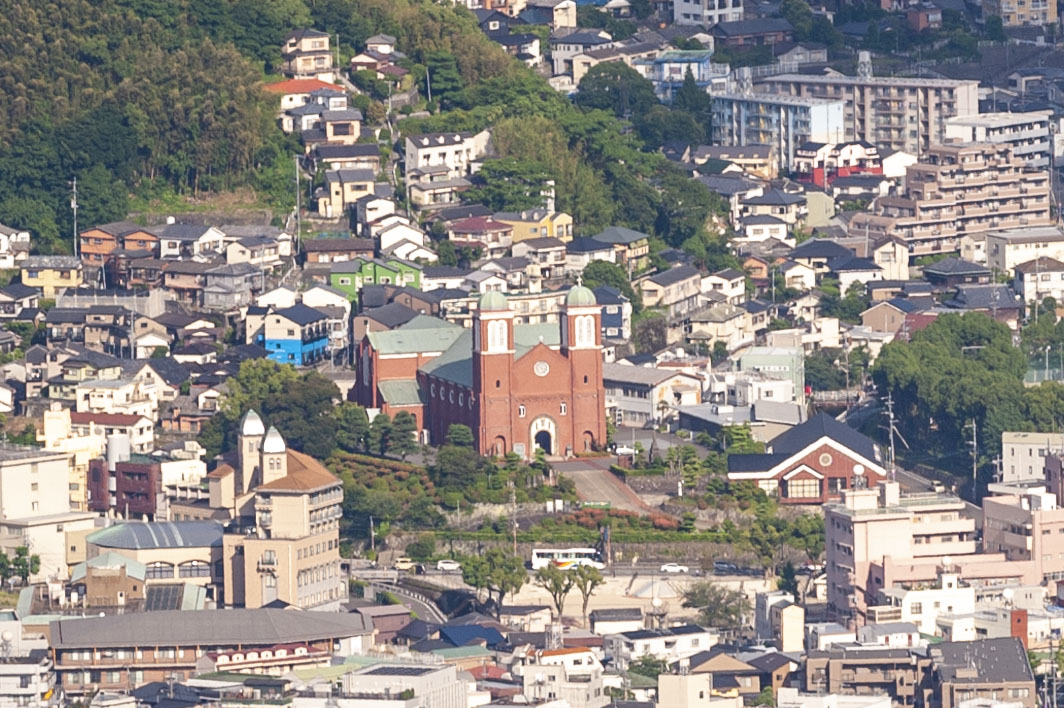
教会全体の俯瞰写真
再建直後の浦上教会周辺
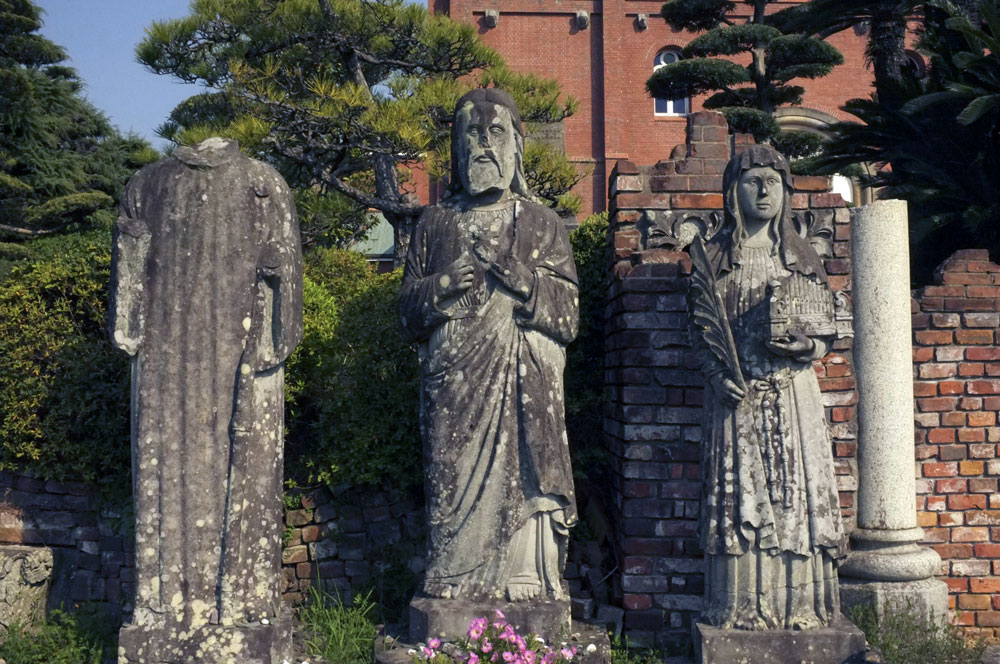
教会前に保存されている旧天主堂の遺構
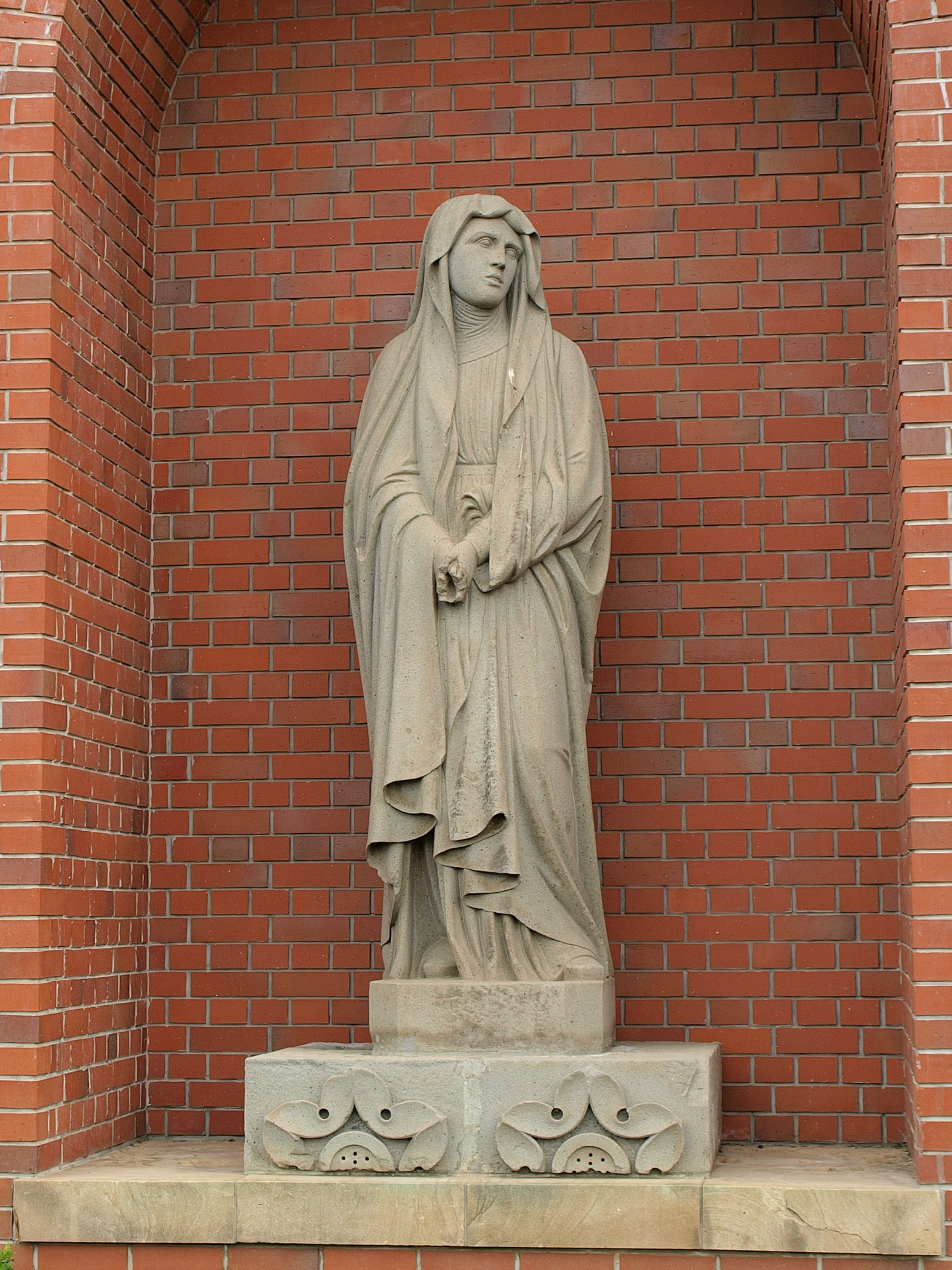
「悲しみのマリア像」と呼ばれる石像。いわゆる「被爆マリア像」（木像）とは異なる。

## 所在地
〒852-8112 長崎県長崎市本尾町1-79

## 交通アクセス
- 長崎本線（JR九州）浦上駅から車・タクシーで約5分
- 長崎電気軌道平和公園電停から徒歩8分
- 長崎県営バス・長崎バス「浦上天主堂前」バス停から徒歩1分

## 周辺
- カトリック長崎大司教館
- 長崎カトリックセンター
- 長崎カトリック神学院
- 長崎信愛幼稚園
- 如己堂
- 長崎南山中学校・高等学校
- 長崎市立山里小学校
- 平和公園
- 長崎原爆資料館
- 爆心地公園